# Musikjahr 1660
Liste der Musikjahre

◄◄ | ◄ | 1656 | 1657 | 1658 | 1659 | Musikjahr 1660 | 1661 | 1662 | 1663 | 1664 | ► | ►►

Weitere Ereignisse
Dieser Artikel behandelt das Musikjahr 1660.

## Ereignisse
- Dieterich Buxtehude wird Organist an der Marienkirche (auch Deutsche Kirche) in Helsingør.
- Pelham Humphrey und John Blow werden Mitglieder der Chapel Royal.
- Der Londoner Lustgarten Vauxhall Gardens wird eröffnet.
- um 1660: Die Historia der Geburt Christi von Heinrich Schütz wird in Dresden erstmals aufgeführt.

## Instrumental- und Vokalmusik (Auswahl)
- Johann Rudolf Ahle – Erstes Zehn Neuer Geistlicher Arien
- Christoph Bernhard – Fürchtet euch nicht
- Samuel Capricornus – Jubilus Bernhardi
- Maurizio Cazzati – Trattenimenti per camera, op. 22
- Giovanni Legrenzi – Sentimenti devoti, op. 6
- Matthew Locke – Consort of Four Parts
- Giovanni Antonio Pandolfi Mealli
  - Sonate a violino solo, per chiesa e camera, op. 3 (Innsbruck: Michael Wagner)
  - Sonate a violino solo, per chiesa e camera, op. 4 (Innsbruck: Michael Wagner)
- Marco Uccellini
  - Ozio Regio, op. 7
  - Sinfonie Boscarecie, op. 8

## Musiktheater
- Antonio Bertali – La magia delusa
- Francesco Cavalli – Xerxès
- Juan Hidalgo de Polanco – Celos aun del aire matan
- Francesco Manelli – La filo
- Francesco Rossi – L’Arianna
- Giuseppe Tricarico – L’Oronie
- Filippo Vismarri – L’Orontea
- Pietro Andrea Ziani – L’Antigona delusa da Alceste

## Musiktheoretische Schriften
- Johann Crüger – Musicae Practicae
- Nicolas Fleury – Methode pour apprendre facilement a toucher le theorbe sur la basse-continuë
- Tommaso Marchetti – Intavolatura della chitarra spagnola

## Geboren

### Geburtsdatum gesichert
- 19. Januar: Christian Alander, schwedischer Philosoph und Musikschriftsteller († 1704)
- 13. Februar: Johann Sigismund Kusser, deutscher Kapellmeister und Komponist († 1727)
- 06. April: Johann Kuhnau, deutscher Komponist des Barock († 1722)
- 19. April: Sebastián Durón, spanischer Organist und Komponist († 1716)
- 02. Mai: Alessandro Scarlatti, Komponist des Barock, Vater von Domenico Scarlatti († 1725)
- 03. Juni (getauft): Johannes Schenck, deutsch-niederländischer Gambenspieler und Komponist († nach 1712)
- 01. Dezember: Georg Christoph Stertzing, deutscher Orgelbauer († 1717)
- 04. Dezember (getauft): André Campra, französischer Komponist († 1744)

### Genaues Geburtsdatum unbekannt
- Mathieu Lanes, französischer Komponist, Organist und Cembalist († 1725)
- Francesco Antonio Tullio, italienischer Librettist († 1737)

### Geboren um 1660
- Gottlieb Fiedler, deutscher Kammerschreiber, Opernlibrettist und Übersetzer († 1705)
- Johann Joseph Fux, österreichischer Komponist († 1741)
- Georg Theodor Reineck, Stadtkantor in Weimar und Kirchenkomponist († 1726)
- Carlo Giuseppe Testore, italienischer Geigenbauer († nach 1737)

## Gestorben
- 02. März: Friedrich Stellwagen, deutscher Orgelbauer (* 1603)
- 04. Mai: Johann Wöckherl, österreichischer Orgelbauer (* um 1594?)
- 25. Juli: Johann Praetorius, deutscher Komponist und Organist (* 1595)
- 22. Dezember: Christian Othfar, deutscher Arzt und lutherischer Kirchenlieddichter (* 1609)